# Чемпионат СССР по лёгкой атлетике 1957
Лично-командный чемпионат СССР по лёгкой атлетике 1957 года проходил с 28 августа по 2 сентября в Москве на Центральном стадионе имени В. И. Ленина. На старт вышли более 800 легкоатлетов, представлявших команды союзных республик и городов Москвы и Ленинграда. На протяжении шести дней были разыграны 38 комплектов медалей (25 у мужчин и 13 у женщин).
Первый чемпионат СССР после Олимпийских игр 1956 года прошёл под знаком смены поколений. В соревнованиях участвовало большое количество молодых спортсменов. Впервые заявили о себе легкоатлеты, которые в будущем станут лидерами национальной сборной. Сразу в 29 дисциплинах произошла смена чемпионов.
Одним из новых героев стал 19-летний прыгун в длину Игорь Тер-Ованесян. За неделю до чемпионата он улучшил рекорд СССР — 7,77 м, после чего выиграл и национальное первенство, пусть и с более скромным результатом (7,57 м). Среди женщин в этом виде отличилась 21-летняя Нина Казьмина, подтвердившая своё лидерство в мировом сезоне — 6,22 м (9 см до национального рекорда, 13 см — до мирового).
Двукратный олимпийский чемпион Владимир Куц всего через год после триумфального выступления в Мельбурне не смог повторить свой успех на всесоюзном уровне. Если в беге на 5000 метров ему по-прежнему не было равных, то на дистанции вдвое длиннее он уступил 0,2 секунды Петру Болотникову.
21-летняя Таисия Ченчик из Челябинска ворвалась в элиту прыжков в высоту, установив новый всесоюзный рекорд — 1,74 м. На тот момент этот результат уступал действующему мировому рекорду всего 2 см.
Бегун из Иркутска Сергей Попов одержал уверенную победу в марафоне и стал первым легкоатлетом в истории страны, преодолевшим на этой дистанции рубеж в 2 часа 20 минут. Его победное время — 2:19.50,0.
В то же время несколько опытных легкоатлетов вновь подтвердили свой высокий класс. Юрий Литуев выиграл бег на 400 метров с барьерами в седьмой раз за последние 8 лет, десятиборец Василий Кузнецов завоевал пятый подряд титул чемпиона СССР, а для метателя молота Михаила Кривоносова победа в Москве оказалась четвёртой подряд (и пятой в сумме).
Экс-рекордсмен мира в стипль-чезе Семён Ржищин проиграл личному (и всесоюзному) достижению менее секунды. Более успешными оказались выступления Веры Крепкиной в беге на 100 метров (11,5) и Владимира Булатова в прыжке с шестом (4,50 м). Они не только стали чемпионами в своих видах, но и повторили рекорды СССР.
Неудачно закончился чемпионат для двух ленинградцев. Юрий Степанов в июле 1957 года стал первым легкоатлетом из Советского Союза — обладателем мирового рекорда в прыжке в высоту (2,16 м). Спустя полтора месяца после того успеха он оказался далёк от своей лучшей формы и уступил золотую медаль Владимиру Ситкину. Оба спортсмена показали одинаковый результат 2,09 м, но по попыткам победителем был объявлен Ситкин.
Товарищ Степанова по команде Ленинграда Владимир Кузнецов за неделю до чемпионата стал первым метателем копья из СССР, преодолевшим 80-метровый барьер: на матче Великобритания — СССР в Лондоне он отправил снаряд на 82 м 89 см. В Москве он довольствовался результатом 76,15 м и вторым местом вслед за призёром Олимпийских игр Виктором Цыбуленко (79,26 м).
Чемпионат СССР по кроссу прошёл отдельно, 27 октября в Москве.

## Командное первенство
| Место | Команда   |
| ----- | --------- |
| 1     | Москва    |
| 2     | Ленинград |
| 3     | РСФСР     |

## Призёры

### Мужчины
| Дисциплина             | Золото                                                                   | Золото            | Серебро                                                                         | Серебро           | Бронза                                                             | Бронза            |
| ---------------------- | ------------------------------------------------------------------------ | ----------------- | ------------------------------------------------------------------------------- | ----------------- | ------------------------------------------------------------------ | ----------------- |
| 100 м                  | Юрий Коновалов Азербайджанская ССР Баку                                  | 10,5              | Леонид Бартенев Украинская ССР Киев                                             | 10,5              | Альберт Пласкеев Ленинград                                         | 10,6              |
| 200 м                  | Леонид Бартенев Украинская ССР Киев                                      | 21,3              | Юрий Коновалов Азербайджанская ССР Баку                                         | 21,3              | Альберт Пласкеев Ленинград                                         | 21,5              |
| 400 м                  | Михаил Никольский Москва                                                 | 47,4              | Владимир Ефишин Ленинград                                                       | 48,0              | Ардалион Игнатьев Ленинград                                        | 48,5              |
| 800 м                  | Георгий Говоров Москва                                                   | 1.49,3            | Йонас Пипине Литовская ССР Вильнюс                                              | 1.50,0            | Виктор Стрелецкий Москва                                           | 1.50,4            |
| 1500 м                 | Йонас Пипине Литовская ССР Вильнюс                                       | 3.46,8            | Евгений Соколов Белорусская ССР Витебск                                         | 3.47,5            | Николай Голубенков РСФСР Челябинск                                 | 3.47,8            |
| 5000 м                 | Владимир Куц Москва                                                      | 13.48,6           | Пётр Болотников Москва                                                          | 13.58,0           | Евгений Жуков Ленинград                                            | 14.09,2           |
| 10 000 м               | Пётр Болотников Москва                                                   | 29.09,8           | Владимир Куц Москва                                                             | 29.10,0           | Николай Пудов РСФСР Московская область                             | 29.19,4           |
| Марафон                | Сергей Попов РСФСР Иркутск                                               | 2:19.50,0         | Иван Филин РСФСР Сталиногорск                                                   | 2:21.39,0         | Альберт Иванов Москва                                              | 2:22.00,0         |
| 3000 м с препятствиями | Семён Ржищин Москва                                                      | 8.40,4            | Владимир Евдокимов Ленинград                                                    | 8.48,8            | Николай Соколов РСФСР Вологда                                      | 8.49,8            |
| 110 м с барьерами      | Анатолий Михайлов Ленинград                                              | 14,4              | Юрий Петров Москва                                                              | 14,5              | Борис Столяров Ленинград                                           | 14,6              |
| 200 м с барьерами      | Юрий Петров Москва                                                       | 23,7              | Анатолий Юлин Белорусская ССР Минск                                             | 23,9              | Борис Криунов РСФСР Ставрополь                                     | 24,0              |
| 400 м с барьерами      | Юрий Литуев Москва                                                       | 51,5              | Игорь Ильин Москва                                                              | 51,6              | Анатолий Юлин Белорусская ССР Минск                                | 52,3              |
| Прыжок в высоту        | Владимир Ситкин Украинская ССР Киев                                      | 2,09 м            | Юрий Степанов Ленинград                                                         | 2,09 м            | Владимир Поляков Москва                                            | 2,00 м            |
| Прыжок с шестом        | Владимир Булатов Белорусская ССР Минск                                   | 4,50 м            | Виталий Чернобай Украинская ССР Львов                                           | 4,45 м            | Анатолий Петров Ленинград                                          | 4,20 м            |
| Прыжок с шестом        | Владимир Булатов Белорусская ССР Минск                                   | 4,50 м            | Виталий Чернобай Украинская ССР Львов                                           | 4,45 м            | Ванадий Розенфельд Ленинград                                       | 4,20 м            |
| Прыжок в длину         | Игорь Тер-Ованесян Украинская ССР Львов                                  | 7,57 м            | Эрик Кехрис Латвийская ССР Рига                                                 | 7,52 м            | Евгений Чен Москва                                                 | 7,46 м            |
| Тройной прыжок         | Олег Ряховский Узбекская ССР Ташкент                                     | 16,29 м           | Леонид Щербаков Москва                                                          | 15,98 м           | Витольд Креер РСФСР Московская область                             | 15,92 м           |
| Толкание ядра          | Владимир Лощилов РСФСР Челябинск                                         | 16,72 м           | Вартан Овсепян Армянская ССР Ереван                                             | 16,67 м           | Виктор Липснис Ленинград                                           | 16,08 м           |
| Метание диска          | Альгимантас Балтушникас Литовская ССР Каунас                             | 54,83 м           | Отто Григалка Москва                                                            | 52,12 м           | Владимир Трусенёв Ленинград                                        | 51,53 м           |
| Метание молота         | Михаил Кривоносов Белорусская ССР Минск                                  | 63,42 м           | Анатолий Самоцветов Москва                                                      | 62,43 м           | Фёдор Ткачёв Украинская ССР Киев                                   | 61,76 м           |
| Метание копья          | Виктор Цыбуленко Украинская ССР Киев                                     | 79,26 м           | Владимир Кузнецов Ленинград                                                     | 76,15 м           | Чарльз Валлман Эстонская ССР Таллин                                | 72,03 м           |
| Десятиборье*           | Василий Кузнецов Москва                                                  | 7380 очков (7269) | Юрий Кутенко Украинская ССР Львов                                               | 6820 очков (6923) | Игорь Тер-Ованесян Украинская ССР Львов                            | 6779 очков (6851) |
| Ходьба на 20 км        | Анатолий Егоров Ленинград                                                | 1:30.52,6         | Анатолий Ведяков Москва                                                         | 1:30.58,0         | Леонид Спирин Москва                                               | 1:31.22,4         |
| Ходьба на 50 км        | Михаил Лавров РСФСР Воронеж                                              | 4:13.33,2         | Сергей Лобастов Москва                                                          | 4:16.59,0         | Анатолий Ведяков Москва                                            | 4:19.05,0         |
| Эстафета 4×100 м       | Ленинград Анатолий Лосев Анатолий Жубряков Эдвин Озолин Альберт Пласкеев | 41,1              | Украинская ССР · Игорь Липман · Игорь Мер · Михаил Бондаренко · Леонид Бартенев | 41,3              | Москва Юрий Федяев Вячеслав Ширинский Борис Токарев Владлен Марьин | 41,4              |
| Эстафета 4×400 м       | Москва Михаил Мандельбаум Георгий Говоров Юрий Литуев Михаил Никольский  | 3.12,3            | Ленинград Алексей Кленин Михаил Бобровский Николай Чиронов Владимир Ефишин      | 3.13,8            | Белорусская ССР                                                    | 3.15,6            |

* Для определения победителя в соревнованиях десятиборцев использовалась старая система начисления очков. Пересчёт с использованием современных таблиц перевода результатов в баллы приведён в скобках.

### Женщины
| Дисциплина       | Золото                                                                                  | Золото     | Серебро                                                                              | Серебро    | Бронза                                                                                     | Бронза    |
| ---------------- | --------------------------------------------------------------------------------------- | ---------- | ------------------------------------------------------------------------------------ | ---------- | ------------------------------------------------------------------------------------------ | --------- |
| 100 м            | Вера Крепкина Украинская ССР Киев                                                       | 11,5       | Галина Попова Ленинград                                                              | 11,6       | Мария Иткина Белорусская ССР Минск                                                         | 11,7      |
| 200 м            | Мария Иткина Белорусская ССР Минск                                                      | 24,2       | Галина Попова Ленинград                                                              | 24,2       | Альбина Кобранова РСФСР Свердловск                                                         | 24,4      |
| 400 м            | Екатерина Парлюк Ленинград                                                              | 55,3       | Полина Лазарева Москва                                                               | 55,5       | Нонна Пальцева РСФСР Ставрополь                                                            | 56,6      |
| 800 м            | Елизавета Ермолаева Белорусская ССР Минск                                               | 2.05,6     | Нина Откаленко Москва                                                                | 2.07,2     | Дзидра Левицка Латвийская ССР Рига                                                         | 2.07,6    |
| 80 м с барьерами | Галина Быстрова РСФСР Горький                                                           | 10,8       | Мария Голубничая Москва                                                              | 11,1       | Зинаида Буренкова РСФСР Ставрополь                                                         | 11,3      |
| Прыжок в высоту  | Таисия Ченчик РСФСР Челябинск                                                           | 1,74 м     | Валентина Баллод Узбекская ССР Ташкент                                               | 1,68 м     | Мария Писарева Москва                                                                      | 1,65 м    |
| Прыжок в длину   | Нина Казьмина РСФСР Краснодар                                                           | 6,22 м     | Галина Быстрова РСФСР Горький                                                        | 5,99 м     | Галина Попова Ленинград                                                                    | 5,98 м    |
| Толкание ядра    | Тамара Тышкевич Ленинград                                                               | 16,23 м    | Галина Зыбина Ленинград                                                              | 16,15 м    | Зинаида Дойникова Ленинград                                                                | 16,02 м   |
| Метание диска    | Антонина Золотухина Ленинград                                                           | 50,68 м    | Ирина Беглякова Москва                                                               | 50,46 м    | Нина Пономарёва Москва                                                                     | 50,10 м   |
| Метание копья    | Галина Зыбина Ленинград                                                                 | 54,81 м    | Элеонора Богун Ленинград                                                             | 50,90 м    | Майя Макарова Москва                                                                       | 50,83 м   |
| Пятиборье        | Галина Быстрова РСФСР Горький                                                           | 4712 очков | Александра Чудина Москва                                                             | 4517 очков | Лидия Шмакова РСФСР Горький                                                                | 4454 очка |
| Эстафета 4×100 м | РСФСР · Лидия Полиниченко · Александра Хилькевич · Галина Резчикова · Альбина Кобранова | 46,3       | Украинская ССР · Вера Крепкина · Жанна Безручко · Валерия Пугаченко · Лилия Макошина | 46,7       | Азербайджанская ССР · Зиба Алескерова · Нина Косарева · Фируза Касумова · Шафига Мангутова | 47,2      |
| Эстафета 4×200 м | Ленинград Галина Алексеева Мария Сараева Екатерина Парлюк Галина Попова                 | 1.37,3     | Москва                                                                               | 1.38,1     | Белорусская ССР                                                                            | 1.39,5    |

## Чемпионат СССР по кроссу
Лично-командный чемпионат СССР по кроссу 1957 года прошёл 27 октября в Москве. Турнир состоялся впервые после 9-летнего перерыва (предыдущее первенство разыгрывалось в 1948 году). В дальнейшем кроссовый чемпионат Советского Союза проводился ежегодно вплоть до распада страны. Первым победителем возобновлённого первенства среди мужчин стал двукратный олимпийский чемпион 1956 года Владимир Куц, опередивший серебряного призёра более чем на 30 секунд.

### Мужчины
| Дисциплина | Золото              | Золото  | Серебро                | Серебро | Бронза                          | Бронза  |
| ---------- | ------------------- | ------- | ---------------------- | ------- | ------------------------------- | ------- |
| Кросс 8 км | Владимир Куц Москва | 23.36,4 | Пётр Болотников Москва | 24.09,6 | Янис Бурвис Латвийская ССР Рига | 24.15,0 |

### Женщины
| Дисциплина | Золото                                    | Золото | Серебро                              | Серебро | Бронза                           | Бронза |
| ---------- | ----------------------------------------- | ------ | ------------------------------------ | ------- | -------------------------------- | ------ |
| Кросс 2 км | Елизавета Ермолаева Белорусская ССР Минск | 6.25,8 | Любовь Январёва Украинская ССР Львов | 6.26,4  | Мария Кондратьева РСФСР Смоленск | 6.34,6 |